# یک درمان
یک درمان (انگلیسی: A Therapy) یک فیلم به کارگردانی رومن پولانسکی است که در سال ۲۰۱۲ منتشر شد. از بازیگران آن می‌توان به بن کینگزلی و هلنا بونهام کارتر اشاره کرد.